# Sprecherausschuss
Ein Sprecherausschuss ist in der Bundesrepublik Deutschland die gesetzliche Interessenvertretung der leitenden Angestellten eines Unternehmens oder eines Betriebes. Gesetzliche Grundlage ist das Sprecherausschussgesetz.
Das deutsche Betriebsverfassungsgesetz sieht für leitende Angestellte keine Rechte vor. Daher wurde ein Gesetz über Sprecherausschüsse der leitenden Angestellten verabschiedet, um auch diesem Personenkreis eine gesetzliche Interessenvertretung im Unternehmen zu ermöglichen. Dieses regelt die Sprecherausschüsse als Vertretung der leitenden Angestellten. Der Sprecherausschuss entspricht in etwa dem Betriebsrat der übrigen Arbeitnehmer, hat aber im Gegensatz zu diesem lediglich Informations- und Beratungsrechte. Den Sprecherausschuss kann es sowohl auf Betriebs- als auch auf Unternehmensebene geben. Voraussetzung für die Bildung eines Sprecherausschusses ist, dass mindestens zehn leitende Angestellte regelmäßig im Betrieb oder Unternehmen tätig sind.
Als leitende Angestellte definiert der Gesetzgeber Personen, die der Sphäre der Unternehmensleitung zuzuordnen sind, also unternehmens- oder betriebs-leitende Aufgaben wahrnehmen und im Wesentlichen frei von Weisungen handeln. 